# Tubo de penetración
El Tubo de penetración (también llamado por su abreviatura penetron en inglés), es un tipo de televisor de color limitado utilizado en algunas aplicaciones militares. A diferencia de una televisión en color convencional, el penetron produce una gama de colores limitada, generalmente dos colores y su combinación. Los penetron y otros monitores CRT de uso militar han sido reemplazados por LCD en diseños modernos.

## Historia

### Televisión básica
Un televisor blanco y negro convencional usa un tubo que está uniformemente cubierto con un fósforo en la cara interna. Cuando se excita con electrones de alta velocidad, el fósforo emite luz, típicamente blanco, pero también se usan otros colores en ciertas circunstancias. Un cañón de electrones en la parte posterior del tubo proporciona un rayo de electrones de alta velocidad, y un conjunto de electroimanes dispuestos cerca del cañón permite que el rayo se mueva alrededor de la pantalla. La señal de televisión se envía como una serie de franjas, cada una de las cuales se muestra como una línea separada en la pantalla. La intensidad de la señal aumenta o disminuye la corriente en el haz, produciendo puntos brillantes u oscuros en la pantalla a medida que el haz recorre el tubo.
En una pantalla a color, el revestimiento uniforme de fósforo blanco se reemplaza por puntos o líneas de tres fósforos de colores, produciendo luz roja, verde o azul (RGB) cuando se excita. Cuando se excita de la misma manera que un tubo blanco y negro, los tres fósforos emiten una cantidad diferente de estos colores primarios, que se mezclan en el ojo humano para producir un solo color aparente. Para producir la misma resolución que la pantallas blanco y negro, una pantalla a color necesita tener tres veces el número de píxeles. Esto presenta un problema para los cañones de electrones convencionales, que no se pueden enfocar o colocar con la precisión suficiente como para golpear estos patrones individuales mucho más pequeños.
Varias compañías estaban trabajando en diversas soluciones a este problema a fines de la década de 1940. Al mismo tiempo, la Comisión Federal de Comunicaciones de EE. UU. (FCC) había reservado un bloque del espectro de UHF para los nuevos canales de televisión, y luego decidió que estos nuevos canales se usarían para transmitir señales de color. Después de extensas pruebas, descubrieron que el único sistema utilizable era el desarrollado por CBS que transmitía tres imágenes en blanco y negro, un cuadro completo de rojo, luego verde y luego azul. Este concepto se conocía como transmisión "secuencial de campo". CBS construyó sets que producían color haciendo girar un disco de filtro de color frente a un conjunto de blanco y negro convencional, sincronizado para seguir los fotogramas. Para reducir el parpadeo, la velocidad de cuadros se incrementó de 60 a 144 cuadros/s. Esto hizo que el sistema CBS fuera incompatible con las transmisiones en blanco y negro existentes, pero como se estaba utilizando solo en las nuevas frecuencias UHF, esto no se consideró un problema grave.
El disco, a menudo llamado rueda de colores, constaba de tres sectores, cada uno de los cuales era un filtro de color transparente. Los colores eran rojo, verde y azul. Debido a que un sector determinado tenía que cubrir toda la pantalla, el tamaño de la imagen era limitado. Además, cualquier movimiento rápido creaba bordes posteriores de color primario de los objetos que se movían. Algunos televisores de proyección recientes empleaban ruedas de color.

### Penetron
El penetron fue diseñado originalmente por Koller y Williams mientras trabajaba en General Electric (GE). Inicialmente se desarrolló como una nueva forma de construir una televisión en color de cañón simple con la simplicidad de un conjunto blanco y negro convencional. Al igual que el tubo blanco y negro, utilizó una capa uniforme de fósforo en la pantalla con un solo cañón de electrones en la parte trasera. Sin embargo, el recubrimiento de fósforo se aplica en capas de diferentes colores, rojo en el interior más cercano al cañón y azul en el exterior más cercano a la cara frontal del tubo. Los colores se seleccionaron aumentando la potencia del haz de electrones, lo que permitió que los electrones fluyeran a través de las capas inferiores para alcanzar el color adecuado.
En un conjunto convencional, el voltaje se usa para controlar el brillo de la imagen, no su color, algo que el nuevo diseño también tenía que lograr. Para abordar estas necesidades competitivas, la selección de color fue proporcionada por un mecanismo externo. El cañón se moduló como si estuviera en un sistema blanco y negro, con una potencia creciente que produce un punto más brillante en la pantalla. Un conjunto de cables finos colocados detrás de la pantalla proporciona la energía extra necesaria para seleccionar una capa de color en particular. Como los fósforos eran relativamente opacos, el sistema requería voltajes de aceleración muy altos, entre 25 y 40 kV. Se introdujo una versión mejorada que utiliza capas transparentes de fósforo y capas aislantes delgadas entre ellos que reducen los voltajes requeridos. El dieléctrico aseguró que los electrones perdidos, ya sea la tensión de las pistolas o la emisión secundaria de los fósforos, se detuvieron antes de llegar a la pantalla.
El penetron era ideal para usar con el sistema CBS. El mismo tiempo que causó que girara la rueda mecánica de los conjuntos de CBS se usó para cambiar el voltaje de la cuadrícula de selección de color, con el mismo fin. La baja velocidad de conmutación, 144 veces por segundo, significaba que la alta tensión cambiante no era una fuente importante de ruido de alta frecuencia. A diferencia del sistema CBS mecánico, el penetron no tenía partes móviles, podía construirse en cualquier tamaño (lo cual era difícil de hacer con el disco) y no tenía problemas con el parpadeo. Representó un gran avance en la tecnología de visualización.

### NTSC
No pasó mucho tiempo después de la introducción del sistema de CBS que RCA introdujo un nuevo sistema que finalmente ganó. A diferencia del sistema secuencial de campo de CBS, RCA codificó directamente el color de cada punto de la pantalla, un sistema conocido como "secuencial de puntos". La ventaja del sistema RCA era que el componente principal de la señal era muy similar a la señal blanco y negro utilizada en los conjuntos existentes, lo que significaba que los millones de televisores en blanco y negro podrían recibir la nueva señal, mientras que los conjuntos de colores más nuevos podían verlos tanto en blanco y negro como en color si se proporcionó esa señal adicional. Esta fue una gran ventaja sobre el sistema CBS, y el NTSC seleccionó una versión modificada como el nuevo estándar de color en 1953.
La principal desventaja fue la dificultad para enfocar correctamente el haz en el color correcto, un problema que RCA resolvió con su sistema de máscara de sombra. La máscara de sombra es una delgada lámina de metal con pequeños orificios fotograbados en ella, colocados de manera que los orificios queden justo encima de una tripleta de puntos de fósforo coloreados. Tres pistolas de electrones separadas se enfocan individualmente en la máscara, barriendo la pantalla de forma normal. Cuando los rayos pasan sobre uno de los agujeros, viajan a través de él, y como las armas están separadas por una pequeña distancia entre sí en la parte posterior del tubo, cada barra tiene un ligero ángulo a medida que viaja a través del agujero. Los puntos de fósforo están dispuestos en la pantalla de forma tal que los haces solo alcanzan su fósforo correcto. Para garantizar que los agujeros se alineen con los puntos, la máscara se usa para crear los puntos usando material fotosensible.
El nuevo sistema de transmisión presentó un problema grave para el penetron. La señal requería que el color se seleccionara a altas velocidades "sobre la marcha" cuando el rayo se dibujaba en la pantalla. Esto significaba que la cuadrícula de selección de color de alto voltaje tenía que ciclarse rápidamente, lo que presentaba numerosos problemas, especialmente ruido de alta frecuencia que llenaba el interior del tubo e interfería con los componentes electrónicos del receptor. Se introdujo otra modificación para abordar este problema, utilizando tres cañones separados, cada uno alimentado con una tensión de base diferente sintonizado para golpear una de las capas. En esta versión no se requirió ninguna conmutación, eliminando el ruido de alta frecuencia.
Producir un sistema de este tipo resultó difícil en la práctica, y para el uso de la televisión doméstica, GE introdujo su sistema "Porta-Color", una mejora dramática en el sistema de máscara de sombra de RCA. Otros desarrolladores continuaron trabajando con el sistema básico intentando encontrar formas de resolver los problemas de conmutación de alta frecuencia, pero ninguno de estos entró en la producción comercial.

### Uso en aviónica
Para otros usos, sin embargo, las ventajas del penetron permanecieron. Aunque no era adecuado para el método secuencial de emisión de color, eso solo era importante si se recibían transmisiones por aire. Para usos donde los detalles de la señal no eran importantes, como en las pantallas de computadora, el penetron seguía siendo un competidor serio. Cuando no se necesitaba una gama completa de colores, la complejidad del penetron se redujo aún más y se volvió muy atractiva. Esto lo prestó a aplicaciones personalizadas como la aviónica militar, donde la naturaleza de la señal de entrada no era importante y el desarrollador era libre de usar cualquier estilo de señalización que deseara.
En el papel de aviónica, el penetron tenía otras ventajas también. Su uso de fósforos en capas en lugar de rayas significaba que tenía una resolución más alta, tres veces más que el sistema RCA. Esto fue muy útil para la visualización de radar y los sistemas IFF, donde las imágenes a menudo estaban superpuestas con señales textuales que requerían alta resolución para ser fácilmente legibles. Además, dado que toda la señal llegó a la pantalla en un penetron, a diferencia del 15% de ella en un tubo con máscara de sombra, para cualquier cantidad de potencia el penetron fue mucho más brillante. Esta fue una gran ventaja en el papel de la aviónica, donde los presupuestos de energía a menudo eran bastante limitados, sin embargo, las pantallas a menudo eran golpeadas con luz solar directa y debían ser muy brillantes. La falta de la máscara de sombra también significaba que el penetron era mucho más robusto mecánicamente y no sufría cambios de color bajo g-loads.
Penetron se utilizaron desde fines de la década de 1960 hasta mediados de la década de 1980, principalmente para sistemas de radar o IFF donde se usaban comúnmente pantallas de dos colores (verde / rojo / amarillo). Las mejoras en las máscaras de sombras convencionales eliminaron la mayoría de sus ventajas durante este período. Un mejor enfoque permitió que el tamaño de los agujeros en la máscara de sombra aumentara en proporción al área opaca, lo que mejoró el brillo de la pantalla. El brillo se mejoró aún más con la introducción de fósforos más nuevos. Los problemas con la dominación se abordaron mediante el uso de máscaras de sombra invar que eran mecánicamente robustas y se unían al tubo con un marco de metal fuerte.

### Otros usos
Las pantallas Penetron también se ofrecieron como una opción en algunas terminales de gráficos, donde no se requería el cambio de color de alta velocidad y la gama limitada del penetron no era una preocupación. IDI ofreció tales pantallas como una opción de $ 8,000 en sus terminales IDIgraph e IDIIOM.
Tektronix, un importante fabricante de osciloscopios, ofreció una gama limitada de colores en algunos de sus CRT, utilizando la tecnología de tipo Penetron.

## Descripción
En la mayoría de las versiones del penetron, el tubo tiene una capa interna de rojo y una capa externa de color verde, separadas por una fina capa dieléctrica. Se produce una imagen completa escaneando dos veces, una con el cañón ajustado a una potencia inferior que se detiene en la capa roja y otra vez con una potencia más alta que viaja a través de la capa roja y hacia el verde. El amarillo se puede producir golpeando la misma ubicación en ambos barridos.
En una pantalla donde los colores están activados o desactivados y no es necesario crear varios niveles de brillo, el sistema puede simplificarse aún más eliminando la cuadrícula de selección de color y modulando el voltaje del propio cañón de electrones. Sin embargo, esto también causa problemas porque los electrones alcanzarán la pantalla más rápido cuando se aceleran con voltajes más altos, lo que significa que el sistema de deflexión también debe aumentar su potencia para garantizar que el escaneado genere el mismo ancho de línea y ancho de pantalla en ambas pasadas.
Se experimentaron varias soluciones alternativas del penetron para abordar este problema. Un intento común utilizó un multiplicador de electrones en la cara del tubo en lugar de la cuadrícula de selección. En este sistema, se utilizó un rayo de escaneo de baja energía, y se colocaron imanes para hacer que los electrones golpeen los lados de los multiplicadores. Luego se liberaría una lluvia de electrones de mayor energía y viajaría a los fósforos en capas de una disposición de penetrón normal. Más tarde se notó que los rayos que emanan de los multiplicadores aterrizaron en anillos, lo que permitió una nueva disposición de fósforos en anillos concéntricos en lugar de capas.
La principal ventaja del penetron es que carece del sistema de enfoque mecánico de un televisor con máscara de sombra, lo que significa que toda la energía del haz llega a la pantalla. Para cualquier cantidad de potencia, el penetron será mucho más brillante, típicamente un 85% más brillante. Esta es una gran ventaja en la configuración de un avión, donde el suministro de energía es limitado, pero las pantallas deben ser lo suficientemente brillantes como para poder leerse fácilmente incluso cuando estén directamente iluminadas por la luz solar. Se garantiza que el sistema producirá los colores correctos a pesar de la interferencia externa o las fuerzas g de las maniobras, una cualidad muy importante en los entornos de la aviación. El penetrón también ofreció resoluciones más altas porque el fósforo era continuo, a diferencia de los puntos pequeños en un sistema de máscara de sombra. Además, la falta de la máscara de sombra hace que el penetron sea mucho más robusto mecánicamente.

### Biografía
- D. N. Jarrett, "Cockpit Engineering", Ashgate Publishing, 2005 ISBN 0-7546-1751-3
- David Morton, "Electronics: The Life Story of a Technology", Johns Hopkins University Press, 2007, ISBN 0-8018-8773-9

### Patentes
- U.S. Patent 2,590,018, "Production of Colored Images", Louis Koller and Fred Williams/General Electric, filed 24 October 1950, issued 18 March 1952
- U.S. Patent 2,958,002, "Production of Colored Images", Dominic Cusano and Frank Studer/General Electric, filed 29 October 1954, issued 25 October 1960
- U.S. Patent 2,827,593, "High Purity Color Information Screen", Louis Koller/General Electric, filed 29 April 1955, issued 18 March 1958
- U.S. Patent 2,992,349, "Field Enhanced Luminescent System", Dominic Cusano/General Electric, filed 24 October 1957, issued 11 July 1961
- U.S. Patent 4,612,483, "Penetron color display tube with channel plate electron multiplier", Derek Washington/Philips Electronics, filed 22 September 1983, issued 16 September 1986